# مسجد معزالدین
مسجد معزالدین مربوط به دوره صفوی است و در مراغه، خیابان بهشتی، پشت میدان کربار قدیم واقع شده و این اثر در تاریخ ۲۲ فروردین ۱۳۴۶ با شمارهٔ ثبت ۶۴۳ به‌عنوان یکی از آثار ملی ایران به ثبت رسیده است.